# Kamienica Pod Zieloną Dynią we Wrocławiu
Kamienica Pod Zieloną Dynią (niem.: Haus Zum Grünen Kürbis) – średniowieczna kamienica na wrocławskim Rynku, na południowej pierzei Rynku, tzw. stronie Złotego Pucharu.

## Historia kamienicy i jej architektura
W XIII wieku na posesji nr 22 i 23 o szerokości 20 lub 22 łokci (wg rejestru 20,5 łokci) znajdował się jeden budynek z wejściem w ścianie bocznej i z przestrzenią (miedziuch) między nim a kamienicą nr 21.
W 1487 roku znajdowała się w niej gospoda prowadzona przez Caspara Kristiana, która pod koniec XV wieku została połączona z tylnym budynkiem mieszczącym się przy ulicy Junkierskiej (obecnie ul. Ofiar Oświęcimskich). W 1541 kamienica (o czym wskazuje umieszczona data w portalu) została przebudowana i nadano jej styl renesansowy. Trzykondygnacyjna kamienica posiadała trzy osie okienne i przykryta była dachem osłoniętym szczytem. Sam szczyt podzielono pilastrami i gzymsami, a na samej górze umieszczono poziome woluty podparte rzędami kanelur. Okna zostały otoczone profilami, a boczne dodatkowo u dołu guzami. Do sieni na parterze prowadził prostokątny portal o prostokątnym wykroju umieszczony w zachodniej osi. Nad otworem wejściowym znajdowało się podwójne naświetle w kształcie leżącego prostokąta podobnie zdobione. Pomiędzy portalem a nadświetlem znajdowała się dekoracja z krótkich kaneli z piszczałkami rozdzielonych niewielkimi tondami. Pośrodku znajdowała się data „1541", a nad nadświetlem umieszczona była inskrypcja w języku łacińskim pisana majuskułą: VERBVM DOMINI MANET IN ETERNUM ("Słowo Boga trwa na wieki"). Nad inskrypcja znajdował się gzyms dzielący, a nad nim dekoracja kaneli z piszczałkami. 
W 1910 kamienica została zburzona i odbudowana jako pięciokondygnacyjny modernistyczny dom handlowy, według projektu H Buchmanna.

### Właściciele i postacie związane z kamienicą
Od 1395 do 1426 roku kamienica należała do rodziny Schmiedchen (Smedchen, Schmidtchen). Od około 1416 jej właścicielami było rodzeństwo Margareth z mężem Niclasem Sachse i Hans Schmiedchen, który w 1422 wykupił część siostry. Hans w latach 1430–1438 był członkiem dwudziestu czterech stałych rajców/ławników.
W 1426 roku kamienica została sprzedana Michelowi Hansstengelowi, a w 1433 ponownie zmieniła właściciela. Nowym nabywcą został Peter Kyrstan (Kirstan) von Troppaw z Opawy. Kirstan w latach 1439–1454 był wielokrotnie wybierany do ławy i rady miejskiej. Był królewskim lennikiem, posiadaczem ziemskim, właścicielem wielu posesji miejskich. Zmarł w 1463 roku. Kamienicą do 1470 roku opiekowała się jego żona Magdalena, a następnie znajdowała się w posiadaniu jego szóstki potomstwa. W 1486 jedynym właścicielem kamienicy został syn Kaspar, a po jego śmierci od 1491 (do 1507) kolejny potomek rodu Kyrstan o tym samym imieniu co ojciec, Kaspar.

## Po 1945
W 1945 podczas oblężenia Wrocławia kamienica została zburzona; odbudowana po wojnie w latach (1952–1960) w formie zbliżonej do renesansowej. W zrekonstruowanym portalu znajdują się dwie daty: 1541 i 1954 oraz odtworzona inskrypcja w języku łacińskim. Budynek ma sień i klatkę schodową wspólną z kamienicą nr 22 oraz z niej prowadzi przejście do schodów w budynku 24.